# Kasba Tadla

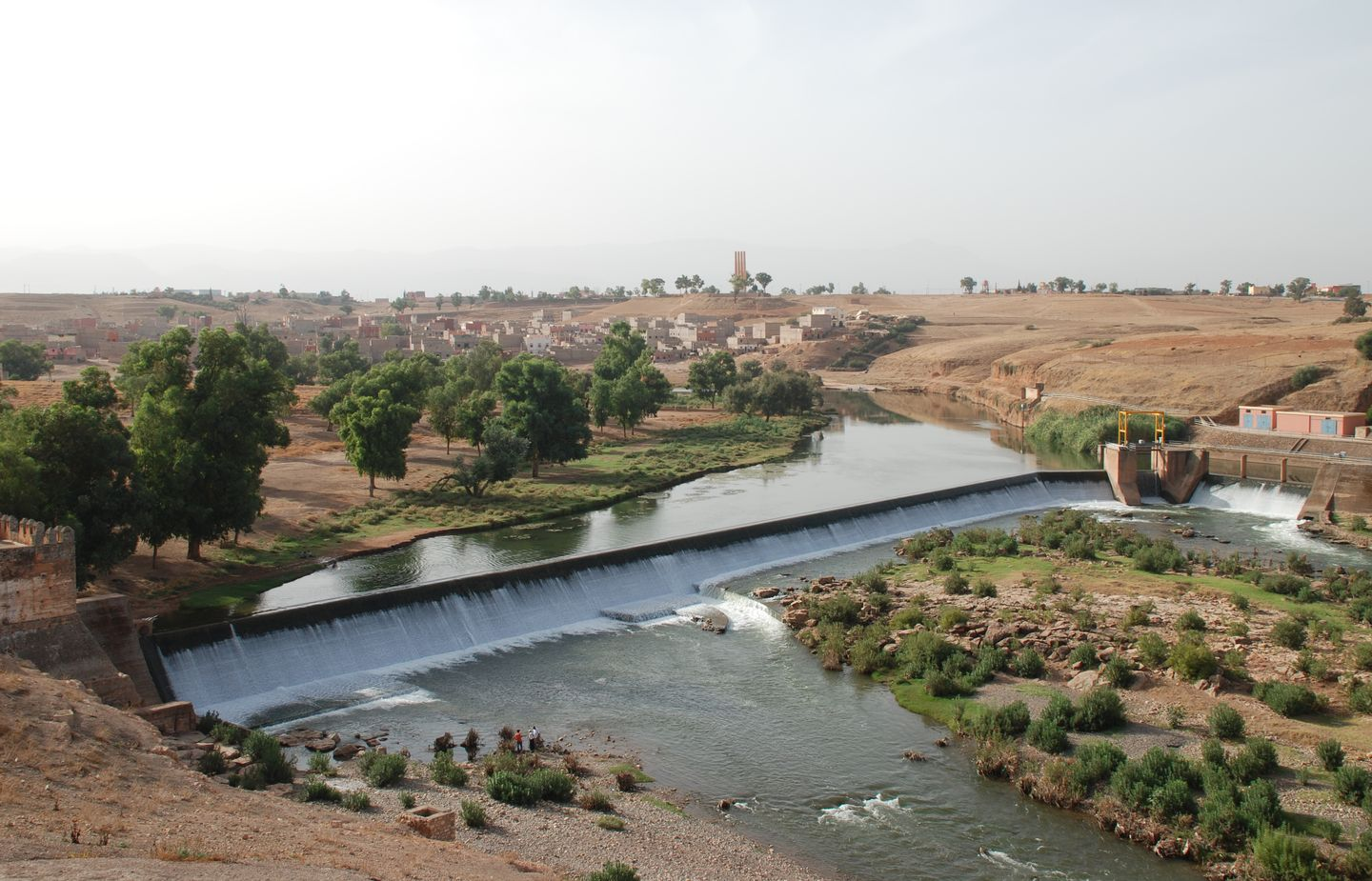
Von der Kasbah über den Fluss Oum er-Rbia nach Südosten

Kasba Tadla (auch Qasbat Tadlah, Kasbat-Tadla; arabisch قصبة تادلة, DMG Qaṣba Tādilā, Zentralatlas-Tamazight ⵇⵚⴱⵜ ⵜⴰⴷⵍⴰ Qeṣbt Tadla) ist eine Stadt mit knapp 50.000 Einwohnern in der Region Béni Mellal-Khénifra am Westrand des Mittleren Atlas in Marokko. Der Name rührt von der 1687 unter dem Alawiden-Sultan Mulai Ismail erbauten Kasbah, deren Ruinen zwischen Altstadt und Neustadt am Fluss Oum er-Rbia erhalten sind.

## Lage und Klima
Die Stadt Kasba Tadla liegt an einer alten Handelsroute und der heutigen Nationalstraße 8 (route impériale) etwa auf halbem Weg zwischen Marrakesch (ca. 225 km Fahrtstrecke) im Südwesten und Fès (ca. 270 km) im Nordosten in einer Höhe von ca. 485 m. Der Ort ist ein Verkehrsknotenpunkt und zusammen mit Beni Mellal einer der beiden alten Hauptorte der fruchtbaren Tadla-Ebene. Im Osten sind an klaren Tagen die um die 2000 m hohen Gipfel des Mittleren Atlas zu sehen. Die Entfernung zur südwestlich gelegenen Provinzhauptstadt Beni Mellal beträgt ca. 35 km. Die nächste größere Stadt Richtung Nordosten, Khénifra ist ca. 95 km entfernt. Nach Nordwesten verläuft eine direkte Straße über Boujad (26 km), Oued Zem (48 km) und Rommani nach Rabat (ca. 210 km). Das Klima ist gemäßigt; Regen (ca. 520 mm/Jahr) fällt nahezu ausschließlich im Winterhalbjahr.

## Bevölkerung
| Jahr      | 1994   | 2004   | 2014   | 2024   |
| Einwohner | 36.570 | 40.898 | 47.343 | 48.172 |

Anfang der 1970er Jahre wurde die Bevölkerung auf ca. 10.000 Personen geschätzt. Die anhaltende Zunahme der Bevölkerung beruht im Wesentlichen auf der Zuwanderung von Berberfamilien aus den Bergregionen des Hohen und Mittleren Atlas.

## Wirtschaft
Der Oum er-Rbia ist der längste, ganzjährig Wasser führende Fluss Marokkos. Aus dem Fluss abgeleitete Bewässerungskanäle bewässern das fruchtbare Ackerland der Tadla-Ebene seit den 1930er Jahren fruchtbares Ackerland. In der Umgebung der Stadt wird vor allem Getreide angebaut. In der Stadt haben sich Händler, Handwerker und Dienstleistungsunternehmen aller Art angesiedelt. Der Tourismus spielt nur eine untergeordnete Rolle.

## Geschichte
Im 10. und 11. Jahrhundert gehörte die Region Tadla zum Einflussbereich des Berberstammes der Banu Ifran mit dem Hauptort Salé. In den Jahren 1057/58 eroberten die Almoraviden unter Ibn Yasin die Provinz der Banu Ifran. Die in Zelten lebende Bevölkerung der Tadla betrieb Ackerbau und halbnomadische Viehzucht. Das Gebiet wurde über Jahrhunderte zum Schlachtfeld befeindeter Dynastien. In den Jahren 1131/32 plünderte der Almohaden-Sultan Abd al-Mu'min Tadla. Dasselbe geschah 1267/68 durch Abu Yusuf Yaqub, den dritten Sultan der Meriniden. Die Herrschaft der Saadier wurde 1640/41 durch Zanata-Berber, die zur Dila-Bruderschaft gehörten, beendet. In der Tadla-Ebene entstand damit ein von Marabouts regiertes Staatswesen, bis der Alawiden-Sultan Mulai ar-Raschid den Dila-Orden als Bedrohung empfand und 1668/69 ihren in der Nähe von Kasba Tadla gelegenen Hauptsitz (Zawiya) zerstörte. Der oberste Marabout und seine Begleiter mussten in das osmanisch kontrollierte Tlemcen (heute im Nordwesten Algeriens) fliehen. Mit osmanischer Unterstützung kehrte der Dila-Marabout Ahmad al-Dalai 1677 aus dem Exil zurück und ließ die Zawiya wieder aufbauen, die sogleich von den meisten Stämmen aus der Tadla-Region und dem Mittleren Atlas gegen den Sultan unterstützt wurde. Der Nachfolger von ar-Raschid, Sultan Mulai Ismail schlug 1677 einen Aufstand der Zenata nieder, einen Sieg über den Orden konnte er nur mühsam erringen. Die Sanhadscha-Kämpfer Ahmads besiegten zunächst die Expedition des Sultan. Erst im April 1678 wurde Ahmad aus der Tadla-Region vertrieben und floh in den Mittleren Atlas, wo er bis zu seinem Tod 1680 einflussreich blieb.
Ein Jahrzehnt später zwangen weitere Unruhen Mulai Ismail zu erneuten Militärexpeditionen in die Region Tadla. Um seine Sultansmacht dauerhaft zu sichern, ließ er dort entlang der Hauptroute eine Reihe von befestigten Siedlungen (kasbahs) anlegen oder bestehende Anlagen ausbauen. Im Jahr 1687 wurde Kasba Tadla gegründet, ähnliche Burgen entstanden nahe Khenifra und in Dila. Wie auch in Khenifra veranlasste Mulai Ismail in Kasba Tadla den Bau einer Steinbrücke über den Oum er-Rbia. Die zur Bewachung zurückgelassenen Soldaten aus der Armee des Sultans waren ortsfremde schwarzafrikanische Söldner (Gnawa), bei denen nicht zu befürchten war, dass sie zur lokalen Bevölkerung überlaufen würden. Bei der Aufteilung der Provinzen 1699/70 erhielt Mulai Ahmad, einer der Söhne des Sultans, Tadla zugesprochen; er residierte in der dortigen Kasbah.

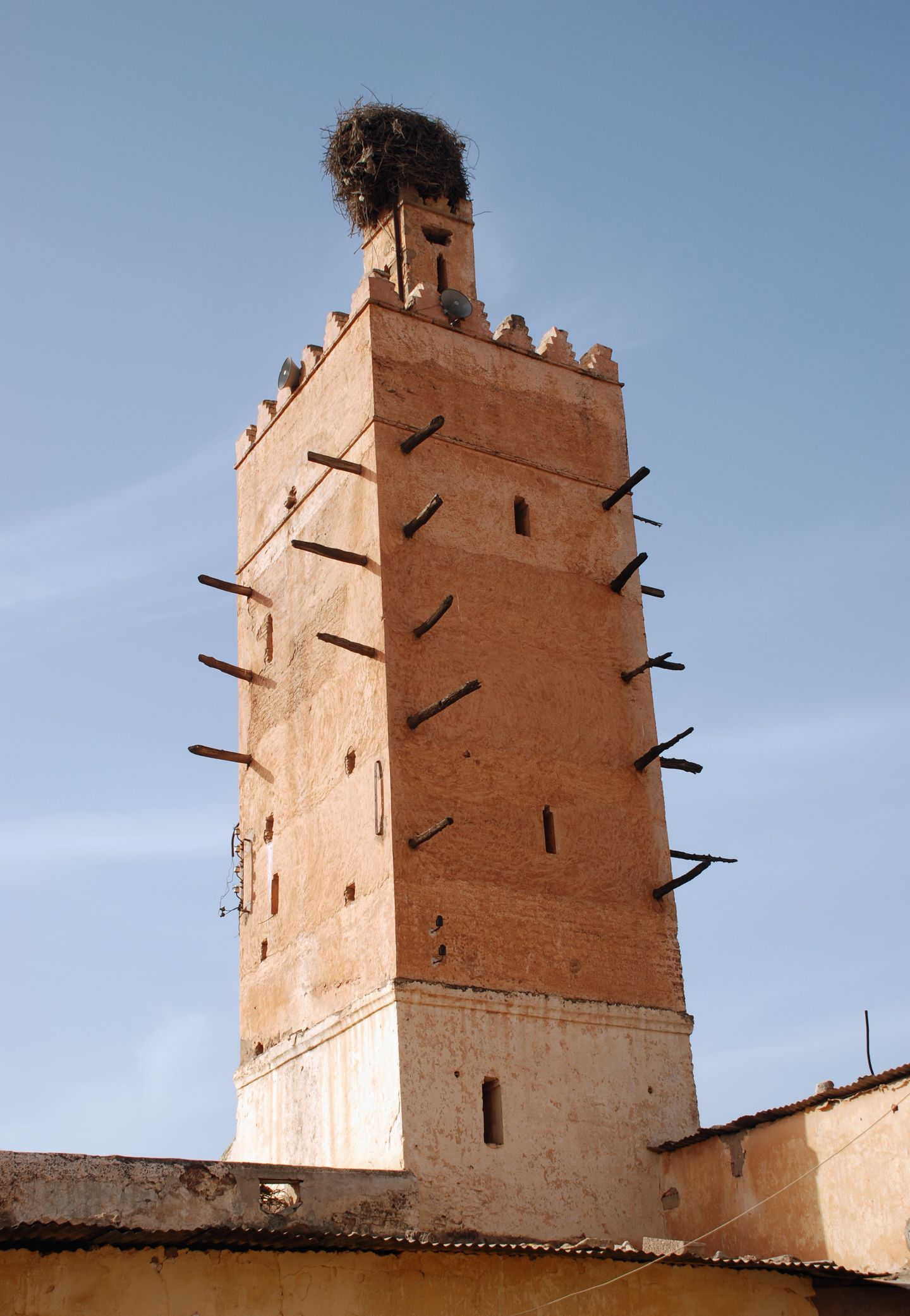
Minarett in der Kasbah mit seitlichen Gerüststangen und Storchennest auf der Laterne

Während des 18. und 19. Jahrhunderts galt es mehrmals, die Angriffe von Berberstämmen abzuwehren. Es gab mehrere vom Sultan geführte Strafexpeditionen. Auf dem Rückweg von einem Feldzug in den Hohen Atlas starb Sultan Mulai al-Hassan I. im Juni 1894 bei Kasba Tadla. Um die Nachfolge ungestört an den noch minderjährigen Abd al-Aziz übergeben zu können, wurde der Tod mehrere Tage geheim gehalten.
Der Führer des antikolonialen Widerstandes in der Westsahara und Mauretanien war um 1900 Scheich Mā al-ʿAinin. Sein Befreiungskampf ging von der von ihm gegründeten Stadt Smara aus und wurde finanziell von Abd al-Aziz unterstützt. Nach mehreren verlustreichen Gefechten floh Mā al-ʿAinin nach Norden, wo seine Krieger im Frühjahr 1910 in der Nähe von Kasba Tadla vom französischen General Moinier geschlagen wurden. In den Jahren 1913–14 besetzten die Franzosen gegen den heftigen Widerstand der Sanhadscha den Westrand des Atlas von Kasba Tadla über Khenifra bis Azrou. Um die Sanhadscha, die sich seit dem 17. Jahrhundert der Unterordnung unter den Makhzen (die Sultansherrschaft) verweigerten, gewogen zu stimmen, gestanden ihnen die Franzosen in einem Dekret (Ẓāhir) vom September 1914 eine lokale Selbstverwaltung zu. Dennoch leisteten bis 1933 in der Umgebung einige Berber Widerstand gegen die französische Anwesenheit.
Kasba Tadla bestand Ende des 19. Jahrhunderts aus wenig mehr als den heruntergekommenen Mauern der Festung. Während der Zeit des französischen Protektorats (1912–1956) wurde der Ort wiederbelebt und die Kasbah zu einem größeren Militärlager ausgebaut.

## Stadtbild
Die Stadt liegt zwischen flachwelligen Hügeln am Nordufer des Oum er-Rbia, der in einem tief eingeschnittenen Tal von Osten nach Westen fließt und zwei 90-Grad-Kurven bildet, bevor er an der ehemaligen Kasbah vorbeifließt. Die Festung steht auf einer Anhöhe etwa 100 m vom Flussufer entfernt. Die von Zinnen bekrönten, 300 m langen Außenmauern wurden aus Stampflehm hergestellt und mit einem glatten Kalkputz überzogen. Außen waren sie durch rechteckig hervorstehende Flankentürme verstärkt. Hinter der Umfassungsmauer befindet sich in geringem Abstand eine zweite Mauer, die den Kernbereich mit dem ehemaligen Gouverneurspalast (Dar el-Makhzen) und weiteren Wohngebäuden umgibt.
In das 18. Jahrhundert werden zwei Moscheen innerhalb der Kasbah datiert, von denen noch die Minarette erhalten sind. Eines der Minarett auf quadratischer Grundfläche ist einheitlich mit einem feingliedrigen Ziegel-Rautenmuster verziert. Das andere erhaltene Ziegelminarett ist an seinen ungewöhnlichen, weit aus der Fassade herausragenden Holzstangen erkennbar, die es in Marokko sonst nur am Minarett der Freitagsmoschee von Tiznit zu sehen gibt. Die Hölzer verweisen auf Lehmbauten südlich der Sahara, wo besonders in Mali die Außenwände alter Paläste und Moscheen mit solchen Hölzern gespickt sind. Möglicherweise brachten die schwarzafrikanischen Sklaven und Söldner animistische Vorstellungen von Totenseelen mit, denen die Stangen – wie auch an der Großen Moschee von Tiznit – als Ruheplatz dienen sollten. Der gesamte Innenbereich ist stark zerfallen; ein großes altes Lagergebäude mit Tonnendach blieb jedoch erhalten. Zwischen den Ruinen sind in der zweiten Hälfte des 20. Jahrhunderts aus Hohlblocksteinen billige Unterkünfte entstanden, die aber wie die früheren Gebäude kaum noch bewohnt werden.
Etwa 300 m westlich der Kasbah überquert eine zehnbogige Steinbrücke (Pont Portugais) den Oum er-Rbia. Der Name geht darauf zurück, dass beim Bau unter Mulai Ismail in der Zeit um 1700 europäische Gefangene als Arbeiter herangezogen wurden.
Einige 100 m südöstlich liegt das kleine Marktzentrum der Altstadt. Die verwinkelten Gassen erstrecken sich bis zum Flussufer. Deutlich großzügiger geplant sind die außerhalb gelegenen Neustadtbereiche. Nördlich der Kasbah befindet sich an der Durchgangsstraße der zentrale Busbahnhof, umgeben von einem modernen Geschäftszentrum. Neue einfache Wohngebiete mit rechteckigen Straßenplänen beginnen westlich am Fluss und ziehen sich weit nach Norden.

## Persönlichkeiten
- Lalla Latifa (1946–2024), Witwe von König Hassan II.